# Walentin Borissowitsch Bubukin

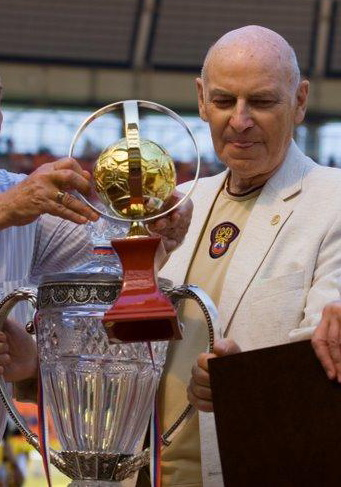
Walentin Bubukin (2007)

Walentin Borissowitsch Bubukin  (russisch Валентин Борисович Бубукин; * 23. April 1933 in Moskau; † 30. Oktober 2008 ebenda) war ein sowjetischer Fußballspieler, welcher meist in der Offensive eingesetzt wurde.

## Werdegang
Bubukin gewann mit Lokomotive Moskau im Jahr 1957 den Sowjetischen Fußballpokal und wurde 1959 mit der Mannschaft Zweiter der sowjetischen Meisterschaft. Von 1961 bis 1962 spielte er für ZSKA Moskau, wechselte aber 1963 wieder zu Lokomotive Moskau. 1965 beendete er seine Karriere als aktiver Spieler.
Bubukin stand im Aufgebot der sowjetischen Nationalmannschaft bei der Weltmeisterschaft 1958 in Schweden, er kam allerdings während dieses Turniers nicht zu einem Einsatz. Sein erstes Länderspiel bestritt er dann im September 1959 gegen die Tschechoslowakei. Mit dem sowjetischen Team gewann er 1960 die in diesem Jahr in Frankreich erstmals ausgetragene Fußball-Europameisterschaft, welche damals noch „Europapokal der Nationen“ genannt wurde. Insgesamt spielte er 11-mal für die Nationalmannschaft und erzielte dabei vier Tore.
Nach seiner aktiven Laufbahn als Fußballer war er Cheftrainer der Vereine Lokomotive Moskau (1966 bis 1968) Tawrija Simferopol (1970 bis 1972) und Karpaty Lwiw (1972 bis 1974). Von 1975 bis 1987 war er im Trainerstab von ZSKA Moskau tätig. Bubukin verstarb 2008 im 76. Lebensjahr.